# Peter Most
Carl Peter Herman Most (28. november 1826 i København – 17. september 1900 sammesteds) var en dansk portrætfotograf og en af de mest anvendte i 1800-tallets København. Han var også kunstmaler og billedskærer.

## Biografi
Mosts forældre var snedkersvend Johan Mathias Most og Andrea Augusta Demuth. Han studerede på Kunstakademiet med afbrydelser i perioden januar 1838-oktober 1847 og stod desuden i billedskærer- og snedkerlære hos snedkermester P.C. Nielsen 1842.
1858 etablerede han sig som fotograf i København og var i kompagniskab med Wilhelm Schrøder (1828-1886) 1865-67. 1864 besøgte han Paris på et legat fra Den Reiersenske Fond. Han lukkede forretningen i 1897. Hans virke afspejler hele datidens tekniske udvikling; fra daguerreotypi over saltpapir til de populære visitkortformater. Desuden eksperimenterede Most med forskellige teknikker og var sammen med Wilhelm Schrøder den første danske fotograf, som udførte fotografier på porcelæn. Han havde atelier skiftende steder: I Magasin du Nord på Kongens Nytorv, på Østergade 22 (Strøget) og på Købmagergade 18.
Most var medlem af Kunstnerforeningen af 18. November. Han vandt sølvmedalje i Malmö 1861, bronzemedalje i Stockholm 1866 og bronzemedalje på verdensudstillingen i Paris 1867.
Most var gift med Thora Angelica Stahl (1. oktober 1832 i København – 1. marts 1903 sammesteds), datter af fabrikant Hermann Thimotheus Stahl og Hedevig Philippine Rosel.
Han er begravet på Assistens Kirkegård.
En navnebror, Peder Most, er hovedpersonen i en drengebogsserie af Walter Christmas, hvoraf den første udkom i 1901.

## Udstillinger
- Skandinavisk industriutställning, Malmö 1861 og 1865 (sammen med Wilhelm Schrøder)
- Verdensudstillingen i London 1862
- Verdensudstillingen i Paris 1867 (sammen med Schrøder)
- Industriudställningen, Stockholm 1866
- Den nordiske Industri- og Konstudstilling i Kjøbenhavn 1872

## Værker
- Fotografier på porcelæn (udstillet 1865)
- Fotografier på papir, emalje og porcelæn (udstillet på Den nordiske Industri- og Konstudstilling i Kjøbenhavn 1872)
- Selvportræt (Det Kongelige Bibliotek)
- Adskillige portrætfotografier i Det Kongelige Bibliotek
- Desuden repræsenteret i Silkeborg Museum, Randers Museum og i Helga Anchers Fonds Samling

Andet:
- Malet portræt af lensgreve Christian Ditlev Reventlow (maleri, signeret)
- Jule-Album af danske Kunstnere, uden år